# Yomtob Kalfon
Pour les articles homonymes, voir Kalfon.
Yomtob Kalfon, né le 16 juin 1986 à Sarcelles, est un avocat et homme politique israélien.

## Situation personnelle
Yomtob Kalfon est né en France au sein d'une famille juive d'origine tunisienne. Il est le petit-fils de Yomtob Kalfon, qui fut le leader spirituel de la synagogue Keren Yéchoua de La Marsa. Il s'installe en Israel après son baccalauréat, et y effectue des études de droit.

## Parcours politique
Yomtob Kalfon rejoint le parti Nouvelle Droite, créé par Naftali Bennett et Ayelet Shaked. Il se présente sous cette étiquette en avril 2019, à la 11e place, mais n'est alors pas élu. Il suit Bennett au sein de Yamina, et se présente de nouveau aux élections de Septembre 2019 puis de Mars 2020, sans plus de succès.
Aux élections de 2021, 11e sur la liste de Yamina, il obtient un poste de député au sein de la Knesset, à la suite de la nomination d'Ayelet Shaked comme ministre de l'Intérieur, sous l'égide de la loi Norvégienne, un amendement aux Lois fondamentales d'Israël qui permet à un député de rejoindre un poste de ministre et de laisser son poste à un remplaçant, puis de récupérer son siège en cas de démission du gouvernement.

## Note et référence
1. ↑  (en-US) ToI Staff, « Israeli politicians hail Macron win: ‘A good night for France, Europe and the world’ », sur www.timesofisrael.com (consulté le 5 juillet 2025)